# دكمفريانا
دكمفريانا أو أحداث ديسمبر (باليونانية: Δεκεμβριανά) جملة تشير لسلسلة من الاشتباكات العسكرية خلال الحرب العالمية الثانية في أثينا من تاريخ 3 ديسمبر 1944 حتى 11 يناير 1945 بين قوات المقاومة اليونانية اليسارية والجيش البريطاني مدعومًا من قِبل حكومة اليونان. انتهت المواجهة بهزيمة سياسية للجبهة الوطنية وبتثبيت البريطانيين لحكومة المنفى الملكية، وشكلت هذه الأحداث المدخل إلى الحرب الأهلية اليونانية.